# Dewey-Humboldt, Arizona
Dewey-Humboldt je gradić u američkoj saveznoj državi Arizona. Prema popisu stanovništva iz 2010. u njemu je živjelo 3,894 stanovnika.